# Герхард II (Юлих)
Герхард II (IV) (на френски: Gérard IV de Juliers; на немски: Gerhard II (IV), † сл. 1127) е граф на Юлих (comes de Julicho) от 1114 до 1127 г.

## Произход
Той е син на граф Герхард I (III) от Юлих и го наследява през 1114 година. Брат е на Александър I от Юлих, архиепископ на Лиеж.

## Деца
- граф Вилхелм I от Юлих († 1176).